# Georges Ibrahim Abdallah
Pour les articles homonymes, voir Abdallah.
Georges Ibrahim Abdallah (arabe : جورج إبراهيم عبدالله), né le 2 avril 1951 à Kobayat (Liban) est un militant communiste libanais, condamné pour complicité d'assassinat terroriste, chef de la Fraction armée révolutionnaire libanaise en France, une organisation armée d'extrême gauche qui revendique plusieurs attentats sur le territoire français, notamment l'assassinat d'un diplomate américain et d'un diplomate israélien en 1982.
Arrêté en 1984, Georges Ibrahim Abdallah est condamné en 1987 à la réclusion à perpétuité pour complicité dans ces deux assassinats. Il est libérable à partir de 1999.
Plusieurs personnalités intercèdent pour sa libération tandis que des organisations françaises, notamment de gauche, font campagne pour sa libération.
En novembre 2024, le tribunal de l'application des peines accepte la demande de libération de Georges Abdallah. Saisie d'un appel du parquet, la cour d'appel autorise en juillet 2025 sa libération avec expulsion immédiate vers le Liban, qui a lieu le 25 juillet 2025.

## Biographie

### Jeunesse et famille
Georges Ibrahim Abdallah naît dans le village de Kobayat, au nord du Liban, au sein d'une famille chrétienne maronite de neuf enfants dont le père est militaire. Il effectue ses études à l'école normale d'Achrafieh, quartier de l'est de Beyrouth.
En 1972, il est nommé instituteur dans un village de la plaine de la Bekaa. Il reste dans l'enseignement jusqu'en 1979.
Il est l'oncle paternel de Chloé Delaume, écrivaine.

### Engagement politique et terroriste
L'engagement politique de Georges Ibrahim Abdallah débute dans les rangs du Parti social nationaliste syrien.
Motivé par la cause palestinienne, il rejoint ensuite le Front populaire de libération de la Palestine (FPLP) - mouvement marxiste-léniniste s'illustrant dans une série de détournements d'avions dans les années 1960 et 1970, et considéré comme groupe terroriste par l'Union européenne et les États-Unis. Selon le Mossad, il est un proche de Georges Habache, le chef du FPLP.
Dès 1976, il est soupçonné d'avoir joué un rôle dans l'assassinat de Francis Meloy, ambassadeur des États-Unis au Liban. Il participe à la guérilla au Liban du Sud. Il est blessé lors de l'invasion israélienne du Sud-Liban en 1978.
Il participe à la création de la Fraction armée révolutionnaire libanaise (FARL, né à la suite de la dissolution du FPLP-OE), organisation se déclarant communiste, marxiste pro-syrien, anti-impérialiste et anti-israélien,, dont il dirige les opérations en France sous les pseudonymes «Salih al-Masri», «Abdul-Qadir» ou «Abdel Kader Saadi» - la base de ce groupe en France étant à Lyon,. Un ancien membre des FARL confie à la chaîne Al Jazeera en 2009 : « Nous avons décidé de mener des actions à l'étranger, notamment en Europe, plutôt qu'au Liban, conformément au slogan : frapper l'ennemi partout où il se trouve. »
Son mouvement des FARL prend contact avec d'autres groupes militants d'extrême gauche, notamment les Français d'Action Directe, les Brigades rouges italiennes et la Fraction armée rouge allemande (RAF),.
Le 12 novembre 1981, les FARL tentent d'assassiner par arme à feu Christian Adison Chapman, chargé d'affaires à l'ambassade des États-Unis, alors qu'il quitte son domicile parisien, allée Paul-Deschanel.
En 1982, les FARL revendiquent l'assassinat du lieutenant-colonel Charles R. Ray (en), attaché militaire américain à Paris (le 18 janvier à Strasbourg), et celui de Yacov Barsimantov (en), deuxième conseiller à l'ambassade d'Israël (le 3 avril à Paris, devant sa famille),,. L'assassinat de Barsimantov intervient trois jours après que son bureau parisien a été mitraillé.
Le 17 septembre de la même année, les FARL tentent d'assassiner à la voiture piégée Amos Manel, un diplomate israélien, face au lycée Carnot, rue Cardinet à Paris ; l'attentat fait 51 blessés dont des lycéens,.
Une bombe placée par les FARL sous la voiture de Roderick Grant, attaché commercial à l’ambassade américaine en France, explose rue de la Bourdonnais à Paris et tue deux gardiens de la paix détachés aux services de déminage de la préfecture de police. Ce nouvel attentat est revendiqué par les FARL.
Le 26 mars 1984 à Strasbourg, les FARL blessent grièvement par cinq balles à bout portant Robert O. Homme (en), consul des États-Unis au Parlement européen,. Les FARL revendiquent également leur implication dans cette attaque,.
Le 23 avril 1985, les FARL enlèvent Gilles Sidney Peyroles, directeur du Centre culturel français de Tripoli (Liban) et fils de l'écrivain Gilles Perrault, et réclament la libération de Georges Abdallah,,,.
Selon les FARL, ces attentats sont des « actes de résistance armée » à une agression militaire, le Liban faisant alors face à l'invasion israélienne appuyée par les États-Unis. C'est également l'argument utilisé pour sa défense par Abdallah pendant son procès.

### Arrestation et condamnations
Abdallah est arrêté à Lyon le 24 octobre 1984 : il entre dans un commissariat pour demander une protection contre des agents du Mossad qui le poursuivraient. Il est détenu pour possession de faux passeports algériens (au nom d'Abdelkader Saadi) et maltais, participation à une association de malfaiteurs et possession illégale d'armes et d'explosifs. Il est condamné dans cette ville le 10 juillet 1986,. Dans le journal-mémoire qu'il fait éditer, Jacques Attali, le conseiller du président français François Mitterrand, écrit : « Mercredi 6 mars 1985… il n'est inculpé que de faux et usage de faux. Il dispose d'un vrai-faux passeport algérien ». Parties civiles, les autorités américaines et israéliennes exercent de vives pressions afin de faire alourdir sa condamnation.
À la suite de l'enlèvement par les FARL, entre mars et avril 1985, de Gilles Sidney Peyroles, directeur du Centre culturel français de Tripoli (Liban), en échange de la libération de Georges Abdallah,,,, Yves Bonnet, alors patron de la Direction de la Surveillance du territoire (DST), négocie avec les services secrets algériens (directement avec le colonel Lakehal Ayat, directeur central de la sécurité militaire, et le commandant Smaïn Lamari, directeur de la sécurité intérieure algérienne) un échange dans lequel il s'engage.
Gilles Sydney Peyroles est libéré mais la police française découvre une cache d'armes lors d'une perquisition de la planque parisienne d'Abdallah, dont un pistolet de calibre 7,65 de fabrication tchèque, 25 kilos d'explosifs, des roquettes, des mitraillettes et d'autres armes. Des tests déterminent que le pistolet est bien l'arme utilisée pour assassiner en 1982 Charles Ray et Yacov Barsimantov. Cette perquisition a lieu quelques heures après la libération de Peyroles et avant celle d'Abdallah. La planque était pourtant connue de la DST depuis au moins deux mois.
Yves Bonnet tente de garder ces nouvelles informations secrètes jusqu'après la libération d'Abdallah afin de respecter la parole qu'il a donnée mais il échoue et Abdallah reste en prison . Il est condamné dans un premier temps à quatre ans de prison, pour détention d'armes et de faux papiers,,,.
Lors d'un procès médiatisé, Abdallah est à nouveau jugé le 28 février 1987 par la cour d'assises spéciale pour complicité d'assassinat dans les meurtres de 1982 de l'attaché militaire Charles R. Ray et du diplomate Yaakov Barsimantov à Paris, ainsi que pour son implication dans la tentative d'assassinat de l'ancien consul à Strasbourg Robert O. Homme, en 1984,. Alors que l'avocat général requiert dix années d'emprisonnement, la cour le condamne à la perpétuité,. Lors de ce procès, il apparaît que les meurtres ont été perpétrés en représailles à l'implication américaine et israélienne dans la guerre du Liban de 1982 ainsi que dans l'occupation du Liban par Israël. La Fraction armée révolutionnaire libanaise (FARL) dont il était le dirigeant a revendiqué la responsabilité des assassinats,. Abdallah déclare : « Si le peuple ne m'a pas confié l'honneur de participer à ces actions anti-impérialistes que vous m'attribuez, au moins j'ai l'honneur d'en être accusé par votre cour et de défendre leur légitimité face à la criminelle légitimité des bourreaux. » 
En 1987, sort un livre confession de Jean-Paul Mazurier, avocat de Georges Ibrahim Abdallah. Mazurier affirme avoir trahi son client et pris contact avec les services secrets français (DGSE). Néanmoins, la validité du procès ne sera pas remise en cause. Georges Abdallah aura ensuite Jacques Vergès comme avocat, jusqu'à la mort de celui-ci en 2013, puis Jean-Louis Chalanset.
Le Comité de soutien avec les prisonniers politiques arabes du Proche-Orient — dont des membres du Hezbollah libanais — organise plusieurs attentats à la bombe, faisant 13 morts et 250 blessés à Paris, revendiquant la libération de plusieurs détenus, dont celle de Georges Abdallah,,. Ce réseau, instrumentalisé et soutenu par l'Iran, semble surtout avoir voulu faire payer à la France son soutien à l'Irak de Saddam Hussein — alors en guerre avec l'Iran — et n'aurait selon la DST aucun lien avec les FARL des frères Abdallah, contrairement à ce que les autorités et la presse avaient cru,,.
Le 1er décembre 2009, Georges Abdallah est condamné à trois mois de prison pour refus de prélèvement ADN, par le tribunal correctionnel de Tarbes. Le 20 mai 2010, il est finalement relaxé par la cour d'appel de Pau.

### Détention et libération

#### Idéologie en prison
Georges Abdallah continue son engagement politique en détention.
En 2011, il se définit lui-même comme un « combattant communiste révolutionnaire et antisioniste » mais pas un « terroriste »,. Ainsi, il n'exprime jamais de regrets pour les actes de son groupe.
En 2022, son avocat indique qu'il reste sur ses positions, se tient au courant des événements au Moyen-Orient et qu'on lui écrit du monde entier.

#### Demandes de libération et conclusion
Georges Abdallah est, selon le droit français, libérable depuis 1999,. Soutien de Georges Ibrahim Abdallah, le documentariste Pierre Carles affirme qu'à l'exception de l'Italie, une incarcération d'une telle longueur est exceptionnelle dans les pays de l'Union européenne. Entre 2004 et 2020, neuf des demandes de libération conditionnelle sont refusées par la justice française.
En novembre 2003, la juridiction de la libération conditionnelle de Pau ordonne sa remise en liberté à condition qu'il quitte définitivement le territoire pour le 15 décembre. Dominique Perben, ministre de la Justice, fait appel de la décision, jugeant le cas du Libanais « extrêmement grave », si bien que le 15 janvier 2004, Georges Ibrahim Abdallah voit sa demande de libération rejetée,,.
En mai 2009, sa nouvelle demande de libération est également rejetée par la cour d'appel de Paris, s'appuyant sur la loi Dati sur la rétention de sûreté promulguée l'année précédente, pour considérer que le détenu est un « activiste résolu et implacable », risquant de récidiver dans son combat révolutionnaire, en cas d'expulsion vers le Liban.
Le journaliste Georges Malbrunot avance en janvier 2011 que des soutiens de Georges Abdallah mettent en garde le gouvernement français contre d'éventuels enlèvements de ses ressortissants à Beyrouth, comme monnaie d'échange en pratiquant le chantage, comme ce fut le cas dans l'affaire Clothilde Reiss libérée de sa prison iranienne très rapidement - selon Le Canard enchaîné - après celle de l'Iranien Ali Vakili Rad, assassin du ministre Chapour Bakhtiar, en 2010,.
En janvier 2012, Georges Ibrahim Abdallah dépose une huitième demande de libération. En février 2012, le Premier ministre libanais Najib Mikati, en visite à Paris, demande aux autorités françaises la libération de ce compatriote qu'il qualifie de « prisonnier politique ». Le 21 novembre 2012, le tribunal de l'application des peines compétent en matière de terrorisme, réuni à Lannemezan le 23 octobre 2012, prononce un avis favorable à la demande de libération de Georges Abdallah qui projette de retourner au Liban. Le 10 janvier 2013, la chambre d'application des peines de Paris, qui examine l'affaire en appel, accède à sa huitième demande de libération, en la conditionnant à un arrêté d'expulsion du territoire français. Laurent Fabius, ministre des Affaires étrangères, reçoit à l'époque un coup de téléphone de son homologue américaine Hillary Clinton qui lui demande de ne pas rendre la liberté à Georges Ibrahim Abdallah. Le 14 janvier, Manuel Valls, alors ministre de l'Intérieur, refuse de signer l'arrêté d'expulsion, indispensable à la libération de Georges Abdallah,. La ministre de la justice, Christiane Taubira, réclame l’arbitrage du président de la République dans cette affaire judiciaire où intervient un membre de l’exécutif mais François Hollande laisse faire. Manuel Valls assume un choix politique : « Je le maintiens en prison volontairement, il n’était pas question que je signe l’arrêté d’expulsion. Je le fais par conviction. J’en ai informé le président de la République, qui ne m’en a pas dissuadé ».
La décision de libération est annulée en avril 2013 par la Cour de cassation, car le détenu « ne pouvait se voir accorder une libération conditionnelle sans avoir été obligatoirement préalablement soumis, à titre probatoire, à une mesure de semi-liberté ou de placement sous surveillance électronique pendant une période d'un an au moins ». Jacques Vergès, en produisant des documents du département d'État, dénonce : « C'est le gouvernement des États-Unis qui met un veto intolérable à sa libération »,.
Le 5 novembre 2014, le tribunal d'application des peines rejette une nouvelle demande de libération, décision confirmée en appel le 26 février 2015, sous les motifs que Ibrahim Abdallah ne fait pas l'objet d'un arrêté d'expulsion, ne regrette pas les actes pour lesquels il a été condamné, et n'a pas indemnisé les ayants droit des victimes.
Saisi d'une nouvelle demande, le 15 novembre 2024, le tribunal de l'application des peines décide sa libération conditionnelle à compter du 6 décembre 2024 sous condition « qu'il quitte le territoire français et n'y réapparaisse pas »,. Le Liban s’est engagé par la voie diplomatique à rapatrier Georges Abdallah sur le territoire libanais. Pour l'avocat d'Abdallah, c'est « une victoire juridique et politique ». Le parquet national antiterroriste fait appel. Le 17 juillet 2025, la cour d'appel de Paris autorise sa libération, avec expulsion immédiate vers le Liban le 25,. Le parquet général forme un pourvoi, néanmoins non suspensif, ce qui n'empêche pas sa remise en liberté et son expulsion.
En 1986, l'Italie réclame l'extradition de Georges Ibrahim Abdallah pour une affaire de transport d’explosifs.
En 2024, le tribunal de Trieste abandonne les poursuites à son encontre pour cause de prescription.

## Soutiens

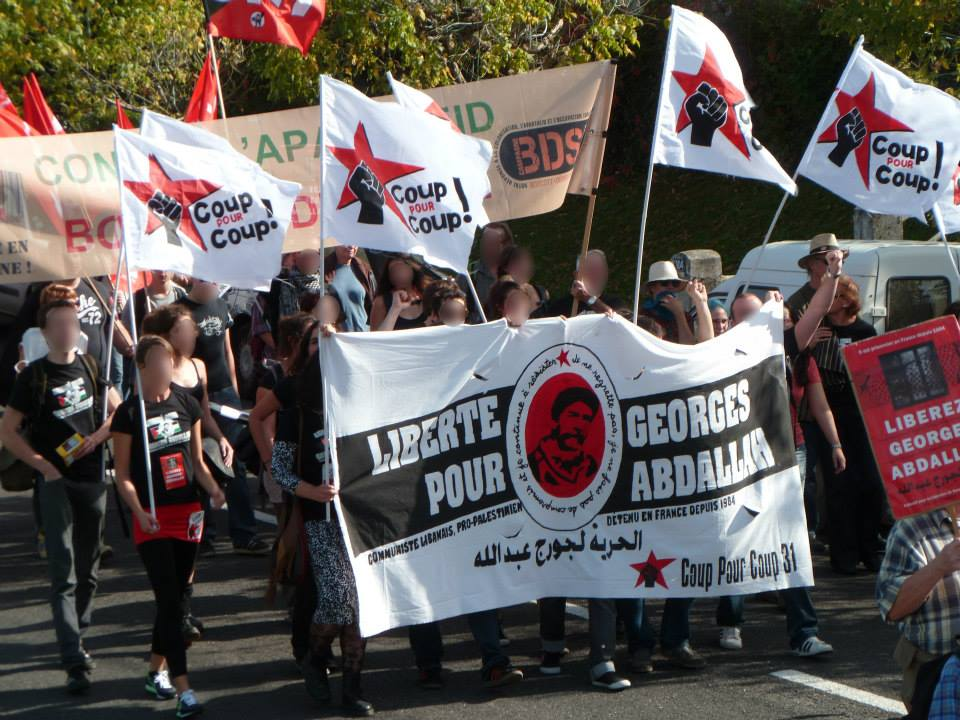
L'OCML-VP, le 26 octobre 2013, devant la prison de Lannemezan où est détenu Georges Abdallah.

### Yves Bonnet
À la fin des années 1990, Yves Bonnet, directeur de la DST au moment de la traque et l'arrestation d'Abdallah (1982 à 1985), se rend au Syndicat de la magistrature pour plaider en vain la cause du détenu qui doit le « maudire » du fond de sa cellule. Selon lui, une « prétendue conversion à l'islam » de Georges Ibrahim Abdallah, avancée par le Syndicat de la magistrature, avait fait de ce chrétien « un dangereux propagandiste islamiste, ce qui rendait sa libération impossible ».
Le 30 décembre 2011, dans un entretien accordé à France 24, Bonnet, devenu homme politique encarté au RN, évoque le rôle joué par les parties civiles États-Unis et Israël dans le maintien en détention de Georges Abdallah : « La France a subi tout au long de cette affaire d'énormes pressions diplomatiques pour que celui qui a assassiné non pas des diplomates mais en réalité un agent de la CIA et un membre du Mossad (services secrets israéliens) reste en prison. »
En 2012, Yves Bonnet juge anormal et scandaleux le fait de maintenir emprisonné Abdallah et déclare qu'on devrait le libérer pour le renvoyer au Liban. Il considère par ailleurs qu'« il avait le droit de revendiquer les actes commis par les FARL comme des actes de résistance. Après on peut ne pas être d'accord, c'est un autre débat. Mais il faut se souvenir du contexte, aussi, des massacres de Sabra et Chatila dont les coupables n'ont jamais été punis. Et aujourd'hui, la France garde cet homme derrière les barreaux alors qu'elle a libéré Maurice Papon ? » Il pense ainsi à une vengeance d'État.

### Personnalités
Annie Ernaux, prix Nobel de littérature, demande la libération de Georges Ibrahim Abdallah dont la détention « fait honte à la France »,.

### Associations, partis politiques et élus de gauche

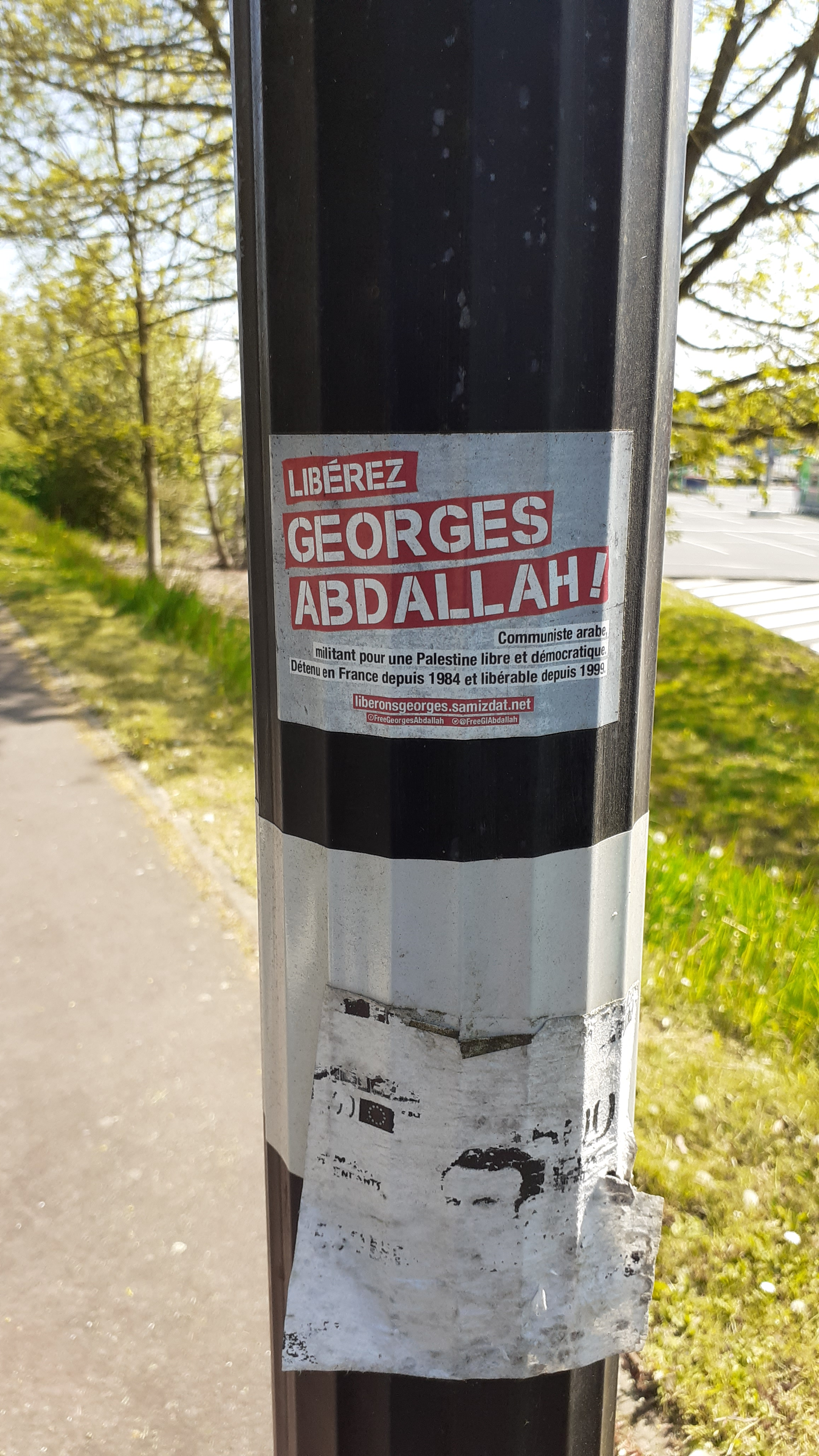
Stickers Libérez Georges Abdallah du Collectif pour la libération de Georges Ibrahim Abdallah (CLGIA).

Plusieurs militants anti-impérialistes, marxistes et antisionistes, et associations françaises demandent la libération de Georges Abdallah. Ils dénoncent un acharnement judiciaire contre un « otage du gouvernement français » dans lequel certains voient un nouveau Nelson Mandela,.
En décembre 2011, des manifestants, réunis place Vendôme à Paris pour la libération du plus ancien détenu de France, reprennent la rhétorique de l'avocat Jacques Vergès et scandent « Justice française à la botte des sionistes et des Américains ! ».
Le parti chiite et djihadiste du Hezbollah au Liban appelle Paris à libérer son ressortissant libanais, et Beyrouth réclame « un de ses fils opprimés ». Plusieurs dirigeants libanais tels Ibrahim Najjar en 2009, Michel Aoun en 2019 ou  Najib Mikati en 2012, intercèdent tour à tour pour sa libération. Tous les 14 Juillet, des centaines de manifestants se postent devant l'ambassade de France à Beyrouth pour réclamer la libération de leur compatriote.
En 2012 et 2013, les communes de Calonne-Ricouart, Grenay et Bagnolet nomment Georges Ibrahim Abdallah citoyen d'honneur de leur ville.
Le 23 octobre 2013, un appel d'élus de gauche et du centre au président de la République François Hollande réclame la libération de Georges Abdallah, parmi lesquels Noël Mamère, André Chassaigne, Patrick Braouezec et Nathalie Goulet. « Au fil des ans, son sort émeut et mobilise des militants proches du Parti communiste français (PCF) et de l’extrême gauche, qui accusent les gouvernements successifs d’acharnement et le considèrent comme « un prisonnier politique » ».
Le 1er février 2018, des manifestants tunisiens, dont des militants du Front populaire, réitèrent cette demande de libération au président français Emmanuel Macron au cours d'une visite à la médina de Tunis,.

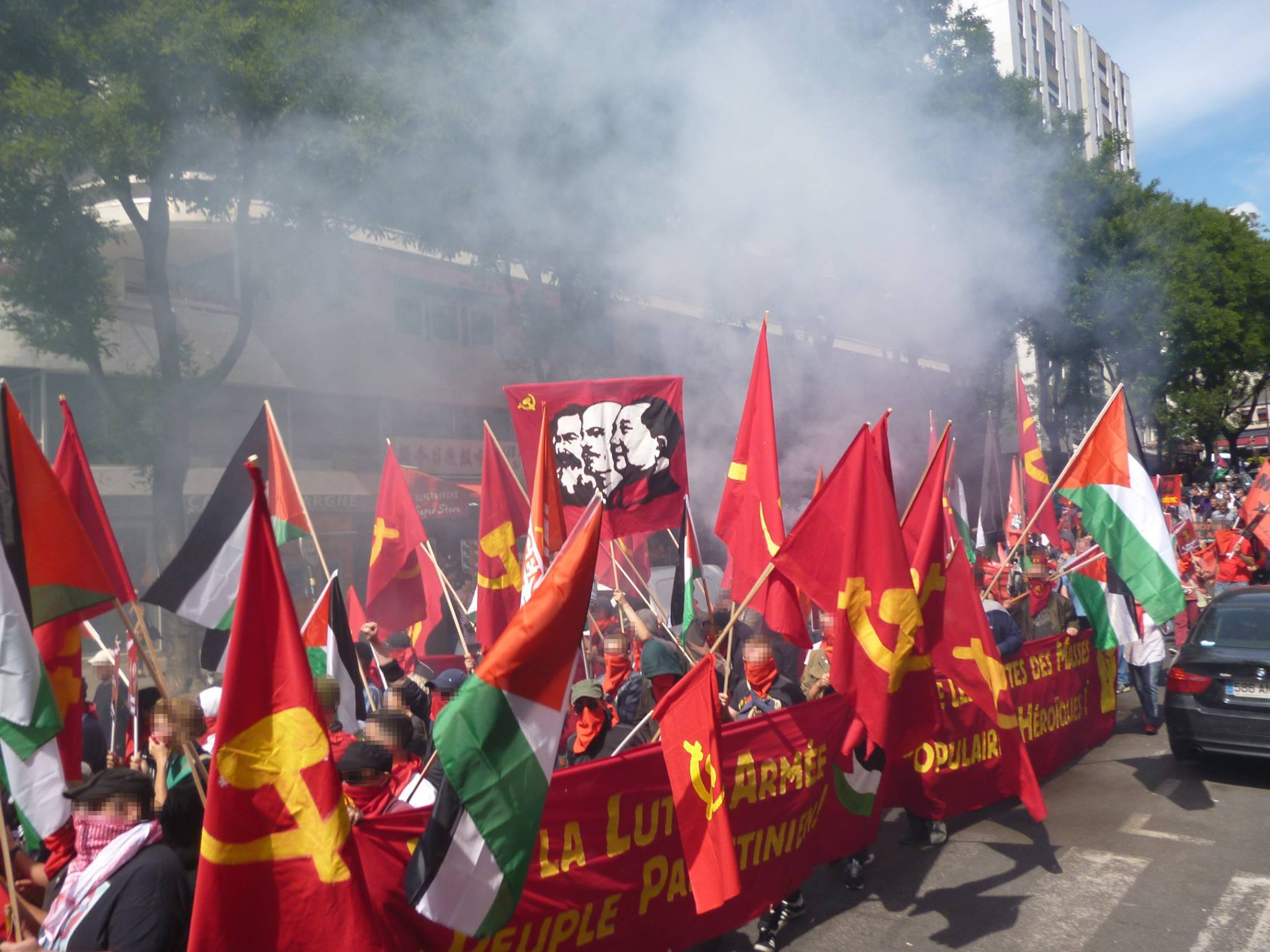
Cortège du Parti communiste maoïste à une manifestation parisienne pour sa libération en 2018.

Le 25 mai 2018, une soixantaine de militants du Collectif de soutien 65 ainsi que des militants du Parti communiste français et de la Ligue des droits de l'homme se rassemblent devant le Centre pénitentiaire de Lannemezan (Hautes-Pyrénées). Parmi eux se trouvent Marie-Pierre Vieu, députée européenne communiste, et Jacques Gaillot, ancien évêque d'Évreux. Ses soutiens y déclarent qu'ils souhaitent interpeller le gouvernement français sur la situation du plus ancien détenu de France.
En avril 2020, Fabien Roussel, secrétaire national du Parti communiste français, adresse un courrier à la garde des Sceaux, Nicole Belloubet, pour réclamer la libération d'Abdallah, estimant que « personne ne peut aujourd’hui affirmer qu’il représenterait un quelconque danger pour notre pays ».
Le 26 octobre 2024, une manifestation réunissant 2 000 personnes a lieu devant sa prison de Lannemezan pour rappeler le 40e anniversaire de son arrestation.

### Honneurs
Le 19 mai 2012, André Delcourt, maire communiste de Calonne-Ricouart (Pas-de-Calais), nomme Georges Ibrahim Abdallah citoyen d'honneur de la ville.
Le 13 décembre 2013, Marc Everbecq, maire communiste de Bagnolet (Seine-Saint-Denis), nomme à son tour Georges Ibrahim Abdallah citoyen d'honneur de la ville, en le décrivant comme un « militant communiste » et un « prisonnier politique » qui « appartient au mouvement de résistance du Liban » et est un « défenseur déterminé de la juste cause palestinienne », sans mentionner ses autres états de service,. Cette décision suscite l'émoi et la polémique auprès du CRIF ou de l'Association française des victimes du terrorisme. Le 4 juillet 2014, le tribunal administratif de Montreuil annule la décision de nomination prise en conseil municipal,.

### Filmographie
- Fedayin, le combat de Georges Abdallah, voir en ligne, 2020